# Oecetis pulchella
Oecetis pulchella är en nattsländeart som först beskrevs av Banks 1936.  Oecetis pulchella ingår i släktet Oecetis och familjen långhornssländor. Inga underarter finns listade i Catalogue of Life.